# Karl von Nagel zu Aichberg
Karl von Nagel zu Aichberg, seit 1906 Freiherr von Nagel zu Aichberg (* 5. September 1866 in Amberg; † 2. Mai 1919 in München) war ein bayerischer Generalmajor.

## Leben

### Herkunft
Karl war der Sohn des späteren bayerischen Generals der Kavallerie Heinrich von Nagel zu Aichberg (1833–1910) und dessen Ehefrau Julie, geborene Freiin von Podewils. Sein Vater war am 19. Februar 1906 durch Prinzregent Luitpold von Bayern in der Freiherrnstand erhoben worden.

### Militärkarriere
Nagel wurde 1884 aus dem Kadettenkorps kommend als Portepeefähnrich dem 2. Ulanen-Regiment „König“ der Bayerischen Armee überwiesen. Nach dem erfolgreichen Besuch der Kriegsschule München folgte am 10. März 1886 seine Beförderung zum Sekondeleutnant. Als solcher war Nagel ab 1890 Regimentsadjutant. Von 1893 bis 1896 absolvierte er die Kriegsakademie, die ihm die sofortige Zuteilung zum Generalstab erteilte sowie die Qualifikation für die Höhere Adjutantur und das Lehrfach (Taktik, Kriegsgeschichte) aussprach. Zwischenzeitlich Premierleutnant, kam Nagel 1897 zur IV. Armee-Inspektion, diente hier als Adjutant und wurde am 21. März 1900 zum Rittmeister befördert. Anschließend versetzte man ihn zur Zentralstelle des Generalstabs und kommandierte Nagel im folgenden Jahr zum Kriegsministerium. 1902 kehrte er in den Truppendienst zurück und wurde als Chef der 4. Eskadron des 1. Chevaulegers-Regiment „Kaiser Nikolaus von Rußland“ in Nürnberg verwendet. Nach zwei Jahren in den Generalstab der 5. Division versetzt, folgte hier am 8. März 1906 seine Beförderung zum Major. Im gleichen Jahr zum Kämmerer ernannt, kommandierte man ihn zum Großen Generalstab nach Berlin. Damit verbunden war die Ernennung zum militärischen Mitglied des bayerischen Senats beim Reichsmilitärgerichts. 1909 von diesem Kommando entbunden, war Nagel dann bis 30. März 1910 Kommandeur des 1. Schwere-Reiter-Regiments „Prinz Karl von Bayern“ und wurde anschließend zum Chef des Generalstabes des I. Armee-Korps ernannt. In dieser Stellung folgte kurz darauf am 25. Juli 1910 seine Beförderung zum Oberstleutnant sowie am 23. Januar 1913 zum Oberst. Außerdem erhielt er am 25. Februar 1914 den Rang und die Gebührnisse eines Brigadekommandeurs.
In dieser Stellung war Nagel auch bei Ausbruch des Ersten Weltkriegs. Mit seinem Korps nahm er zunächst an den Grenzkämpfen und der Schlacht in Lothringen teil. Daran schloss sich der Vormarsch nach Frankreich an und Nagel wurde am 10. September 1914 zum Generalmajor befördert. Am 6. März 1915 übergab er seinen Posten an seinen Nachfolger Oberst Arnold Möhl und wurde als Abteilungschef in das Kriegsministerium versetzt. Gleichzeitig kommandierte man ihn als Militärbevollmächtigten in das Große Hauptquartier, dass sich zu diesem Zeitpunkt in Charleville-Mézières befand. Vertretungsweise wurde Nagel 1916 einige Male als Chef des Generalstabs der Südarmee an der Ostfront verwendet. Am 24. November 1916 von seinem Posten als Militärbevollmächtigter abberufen, fungiert Nagel anschließend bis 10. April 1917 als Chef des Generalstabes der 6. Armee unter Generaloberst Ludwig von Falkenhausen. Kaiser Wilhelm II. würdigte seine Leistungen im Großen Hauptquartier am 27. November 1916 durch die Verleihung des Roten Adlerordens II. Klasse mit Krone und Schwertern.
Am 6. Juni 1917 wurde Nagel schließlich zum Kommandeur der 12. Infanterie-Division ernannt, die er in den Stellungskämpfen an der Putna und am Sereth sowie an der Susita befehligte. Nachdem am 10. Dezember 1917 der Waffenstillstand auf dem rumänischen Kriegsschauplatz eingetreten war, wurde ihm anlässlich des Geburtstages von König Ludwig III. durch „Allerhöchste Entschließung“ vom 28. Dezember 1917 das Ritterkreuz des Verdienstordens der Bayerischen Krone verliehen.
Vom 30. April bis zum 4. Mai 1918 wurde Nagel mit seinem Großverband an die Westfront transportiert, lag mit seinen Truppen zunächst in Stellungskämpfen bei Reims und gingen Ende Mai bei Soissons in die Offensive. Daran schlossen sich Stellungs- und Abwehrkämpfe an.
Nach Kriegsende führte Nagel seine Truppen in die Heimat zurück und wurde nach der Ausrufung der Republik in Bayern im Dezember 1918 durch das Staatsministerium für militärische Angelegenheiten zum Kommandeur der noch nicht demobilisierten 1. Division ernannt. Bei den Straßenkämpfen gegen die Münchner Räterepublik kam Nagel am 2. Mai 1919 durch einen Bauchschuss ums Leben.

### Familie
Nagel hatte sich am 17. April 1907 in München mit der US-Amerikanerin Mabel Dillon Nesmith verheiratet. Aus der Ehe gingen drei Töchter hervor.